# Heteronychus abyssinicus
Heteronychus abyssinicus är en skalbaggsart som beskrevs av William Jack 1923. Heteronychus abyssinicus ingår i släktet Heteronychus och familjen Dynastidae. Inga underarter finns listade i Catalogue of Life.